# Prova d'asseure's i alçar-se
La prova d'asseure's i alçar-se (de l'anglès sitting-rising test - SRT) és una prova clínica que proporciona una predicció significativa i eficient del risc de mortalitat en la gent gran. Va ser desenvolupada inicialment per investigadors brasilers en medicina de l'exercici i l'esport a la dècada de 1990. En l'estudi de persones d'entre 51 i 80 anys, els que tenien puntuacions en el rang més baix (de 0 a 3) tenien entre 5 i 6 vegades més probabilitats de morir durant el període de l'estudi (6 anys) que els del grup amb el puntuacions més altes (de 8 a 10). Per contra, cada punt guanyat es relaciona amb la disminució d'un 21 % de la probabilitat de morir en els següents sis anys.
Una investigació del 2012 apareguda a l'European Journal of Preventive Cardiology contenia els resultats derivats de l'observació de 6141 adults. En aquest estudi hi apareixien les puntuacions de la prova amb referències de sexe i edat.

## Procediment
Sense preocupar-se per la velocitat del moviment, s'ha d'intentar seure i després aixecar-se del terra, utilitzant els suports mínims necessaris. La puntuació màxima possible de la prova és de 10 punts: un total possible de 5 punts per asseure's i 5 punts per alçar-se del terra a una posició dempeus. L'ús d'una mà, un avantbraç, un genoll o el costat de la cama per pressionar cap amunt des del terra, o reforçar una mà al genoll, pressuposa la resta d'un punt. La puntuació mínima possible és de 0 punts. Es dedueixen 0,5 punts addicionals si l'avaluador percep una execució inestable o una pèrdua parcial de l'equilibri. Si el subjecte perd punts en els primers intents, l'avaluador pot oferir consells per ajudar-lo a millorar la seva puntuació en els intents posteriors.